# Cărămidaru, Mehedinți
Cărămidaru este un sat în comuna Șișești din județul Mehedinți, Oltenia, România. Cărămidaru este un sat muntos. Aproape o jumătate din casele acestui sat sunt pustii, o jumătate din locuitorii satului sunt bătrâni. .